# Рекрею (Минас-Жерайс)
Рекрею (порт. Recreio) — муниципалитет в Бразилии, входит в штат Минас-Жерайс. Составная часть мезорегиона Зона-да-Мата. Входит в экономико-статистический микрорегион Катагуазис. Население составляет 9900 человек на 2006 год. Занимает площадь 234,240 км². Плотность населения — 42,3 чел./км².

## История
Город основан 17 декабря 1938 года. 

## Статистика
- Валовой внутренний продукт на 2003 год составляет 30 389 948,00 реалов (данные: Бразильский институт географии и статистики).
- Валовой внутренний продукт на душу населения на 2003 год составляет 3029,30 реалов (данные: Бразильский институт географии и статистики).
- Индекс развития человеческого потенциала на 2000 год составляет 0,746 (данные: Программа развития ООН).